# Caspar Stürenburg
Caspar Stürenburg (* 1843 in Aurich; † 26. März 1909 in New York City) war ein deutscher Jurist und deutschamerikanischer Journalist und Autor.

## Leben
Caspar Stürenburg stammte aus einer alten Familie Ostfrieslands und studierte in 1864 Rechtswissenschaften an der Universität Göttingen und danach an der Universität Berlin. In Göttingen wurde 1864 Mitglied des Corps Hannovera. In Berlin sammelte er erste journalistische Erfahrungen als Mitarbeiter von Adolf Glaßbrenner. 1868 ging Stürenburg als Korrespondent der Neuen Hannoverschen Zeitung nach New York.  1869 trat er dort in die Redaktion des New York Demokrat ein und wechselte 1876 zur New Yorker Staats-Zeitung, wo er Leitartikel und Kunstkritiken verfasste und als Feuilletonist tätig war.
Daneben verfasste er Schriften und Bücher, die sich an die Zielgruppe der in den USA lebenden  Deutsch-Amerikaner sowie an auswanderungswillige Deutsche richteten. Er starb in Flatbush, Brooklyn.

## Schriften
- Alte Bekannte aus dem New-Yorker Deutschen-Viertel, New York o. J.
- Freudvoll und Leidvoll. Bilder aus dem New Yorker Deutschen-Viertel, New York o. J.
- Bilder aus der Miethkaserne im New Yorker Deutschen Viertel, New York o. J.
- Klein-Deutschland. Bilder aus dem New Yorker Alltagsleben, New York 1886 (3. Aufl. 1889, spätere Auflage Nördlingen 1891, auch als Bilder aus dem amerikanischen Leben von Deutschen in Amerika)
- mit Ernst Steiger: Auskunft und Rath für Deutsch-Amerikaner in den wichtigsten Fragen des öffentlichen, Rechts-, Geschäfts- und Privat-Lebens, New York 1888